# 리카르도 가예고
리카르도 가예고 레돈도(스페인어: Ricardo Gallego Redondo, 1959년 2월 8일, 마드리드 지방 마드리드 ~)는 스페인의 전 축구 선수로, 현역 시절 수비형 미드필더로 활약하였다.
그는 현역 시절 대부분을 레알 마드리드에서 보냈는데, 그는 이곳에서 10년에 가까운 시기에 걸쳐 300번 이상의 공식 경기에 출전하여, 통산 10번의 주요 대회 우승을 거두었다.
가예고는 스페인 국가대표팀 경기에 45번에 가까이 출전했는데, 자국을 대표로 2번의 FIFA 월드컵과 같은 횟수의 UEFA 유럽 축구 선수권 대회에 출전하였다.

## 클럽 경력
라 리가의 거함 레알 마드리드의 유소년부를 졸업한 가예고는 1군에서 일찍이 인상적인 활약을 펼쳐 1년차에 26번의 경기에 대게 주전으로 중원을 맡았고, 이후 250번의 1부 리그 경기에 출전해 4번의 리그 2번의 코파 델 레이, 그리고 1985년과 1986년의 UEFA컵 2연패를 비롯한 많은 우승을 거두었다. 그는 체격이나 기술적인 능력을 겸비하여 최후방 수비수로 기용되어도 효율적인 활약을 할 수 있었다.
1986-87 시즌, 가예고는 37번의 경기에 출전해 (3,000분 넘게 뛰어) 2골을 넣었고, 레알 마드리드는 리그 우승과 코파 델 레이 4강의 성적을 냈다. 그러나, 1987년 3월 15일, 그는 산 마메스에서 2-1로 이긴 아틀레틱 빌바오와의 미겔 데 안드레스의 무릎을 걸어 그의 경력에 마침표를 끊었었다.
이탈리아의 우디네세에서 잠깐을 보낸 가예고는 스페인의 마드리드로 복귀했는데, 2부 리그의 라요 바예카노에서 2시즌을 보내 31경기를 출전하였고, 2년차이자 마지막 해에 승격을 이룩하였다. 그는 33세의 나이에 은퇴하여 라요 바예카노의 단장직을 역임하였다.

## 국가대표팀 경력
가예고는 스페인 국가대표팀 경기에 42번 출전하였는데, 그가 뛴 첫 경기는 안방에서 열린 FIFA 월드컵을 앞두고 1982년 2월 24일에 스코틀랜드를 이긴 경기였다. 그는 이 경기에서 바르셀로나의 빅토르 무뇨스와 교체되어 들어가 3-0으로 승리를 확정짓는 쐐기골을 넣었다.
그 해 월드컵에서 1경기 출전하는데 그친 가예고는 이어지는 두 대회에서 수비의 중추를 담당하게 되었다: UEFA 유로 1984에서 준우승을 거두고, 1986년 FIFA 월드컵과 UEFA 유로 1988에 참가한 후 국가대표팀 은퇴를 선언하였다. 2011년 8월 중순, 그는 스페인 국가대표팀과 레알 마드리드에서 같이 활약한바 있는 호세 안토니오 카마초와 재회해 중국 국가대표팀 수석 코치가 되었다.

### 국가대표팀 득점 기록
| #  | 날짜            | 경기장                          | 상대       | 점수 | 결과 | 대회     |
| -- | --------------- | ------------------------------- | ---------- | ---- | ---- | -------- |
| 1. | 1982년 2월 24일 | 스페인 발렌시아 루이스 카사노바 | 스코틀랜드 | 3–0  | 3–0  | 친선경기 |
| 2. | 1984년 5월 26일 | 스위스 제네바 사르미유          | 스위스     | 2–0  | 4–0  | 친선경기 |

## 수상
레알 마드리드
- 라 리가: 1985–86, 1986–87, 1987–88, 1988–89
- 코파 델 레이: 1981–82, 1988–89
- 수페르코파 데 에스파냐: 1988
- 코파 데 라 리가: 1985
- UEFA컵: 1984–85, 1985–86

카스티야
- 코파 델 레이 준우승: 1979–80